# 鍾國雄
鍾國雄（英語：Ken Jonk，？—），香港足球評述員及體育節目主持人，現時在香港有線電視擔任評述員及節目主持工作，亦曾參與獨角喜劇、拍攝娛樂節目等。

## 簡歷
鍾國雄早年就讀聖公會莫壽增會督中學，在香港中文大學畢業後，加入香港有線電視出任資料搜集工作，亦曾任職多個不同崗位，其後正式亮相幕前。曾參與拍攝數部電影及電視劇，包括《機器俠》、《越光寶盒》、《出水芙蓉》等。2010年曾與有線同事龍華琛（肥Sam）及許博文（強尼）合作搞棟篤笑《足球大龍鳳》。
現時主持有線體育節目《體育王》，亦參與歐聯、歐霸等大型足球賽事的評述。